# A. Lange & Söhne
A. Lange & Söhne – niemieckie przedsiębiorstwo zajmujące się od 1845 roku produkcją zegarków. Po roku 1945 przedsiębiorstwo przeżywało wymuszony przez socjalizm, całkowity okres zastoju. Doprowadziła do tego ciężka sytuacja socjalna i gospodarcza NRD. Nowy start po roku 1990 umożliwili nowi inwestorzy. Bodźcem do działania był także powrót branży do produkcji zegarków mechanicznych, bowiem przez ostatnie dwadzieścia lat doszło do stagnacji w rozwoju rozwiązań mechanicznych i wyparcia czasomierzy tradycyjnych przez zegarki elektroniczne. Dzisiejsze zegarki A. Lange & Söhne to czasomierze mechaniczne, często wyposażane w dodatkowe komplikacje.
Obecnie cała produkcja koncentruje się na wytwarzaniu zegarków mechanicznych. Obowiązuje tradycyjny design i rozwiązania technologiczne.
A. Lange & Söhne jest jednostką zależną szwajcarskiego holdingu Richemont.